# Valantia
Valantia es un género con siete especies de plantas con flores del orden de las Gentianales de la familia de las Rubiaceae.

## Descripción
Son hierbas anuales. Hojas pecioladas, formando con las estípulas verticilos de 4 piezas. Flores en cimas de 4 piezas. Flores en cimas trifloras dispuestas en verticilastros bracteados; la central de cada cima tetrámera y hermafrodita; las laterales trimeras y masculinas. Cáliz ausente. Corola rotácea, con tubo corto y lóbulos erectos. Androceo con 3-4 estambres; anteras ovoideas incluids en el tubo de la corola. Gineceo con 2 estilos, soldados en la base, estigmas capitados. Fruto seco, dídimo, con 1-2 mericarpos, cada uno con 1 semilla, encerrado en una estructura frutífera coriácea con 2-4 cuernos, producida por la acrescencia de los pedúnculos y pedicelos florales.

## Taxonomía
El género fue descrito por Carlos Linneo y publicado en Species Plantarum 2: 1051. 1753. La especie tipo es: Valantia muralis L.

## Especies
- Valantia aprica (Sibth. & Sm.) Boiss. & Heldr.
- Valantia calva Brullo
- Valantia columella (Ehrenb. ex Boiss.) Bald.
- Valantia deltoidea Brullo
- Valantia hispida L.
- Valantia lainzii Devesa & Ortega Oliv.
- Valantia muralis L.